# Hervé Desrousseaux
Pour les articles homonymes, voir Desrousseaux.
Hervé Desrousseaux, né le 13 septembre 1957 à Lille (Nord), est un footballeur français évoluant au poste de défenseur.

## Carrière
Hervé Desrousseaux évolue au Toulouse Football Club de 1975 à 1979, jouant 48 matchs de deuxième division française et 5 matchs de Coupe de France de football.